# Edouard-Louis Chavannes
Edouard-Louis Chavannes (* 7. August 1805 in Lausanne; † 30. August 1861 ebenda) war ein Schweizer Botaniker und Hochschullehrer. Sein botanisches Autorenkürzel lautet „Chav“.

## Leben
Edouard-Louis Chavannes war der Sohn des Pfarrers César Louis Chavannes und der Adrienne Charlotte geb. Renz und ein Neffe von Daniel-Alexandre Chavannes, des Mitbegründers der Société Vaudoise des Sciences Naturelles. Er studierte an der Akademie Lausanne und in Genf reformierte Theologie. In Genf befasste er sich als Schüler von Augustin-Pyrame de Candolle, des Gründers des Botanischen Gartens Genf, mit der Pflanzenkunde. Danach weilte er in London, wo er mit dem Botaniker Robert Brown zusammenarbeitete.
1835 wurde Edouard-Louis Chavannes als erster Professor für Botanik an der Akademie Lausanne angestellt. Dazu unterrichtete er an der Mittelschule von Lausanne. 1846 publizierte er sein Werk Statistique botanique du canton de Vaud. Chavannes war der erste Konservator der Botanischen Sammlung der Akademie Lausanne; sein Nachfolger als Leiter dieser Institution war Rodolphe Blanchet (1807–1864).
1845 wurde Chavannes, der Mitglied der Freikirche des Kantons Waadt war, als 45-Jähriger aus dem Staatsdienst entlassen.